# Anthology XV
Anthology XV es el segundo álbum grandes éxitos de la banda de rock gótico de África del Sur The Awakening publicado en el 27 de abril de 2013. El álbum cuenta con dos nuevas canciones así como remixes, regrabados, y nuevas versiones de las canciones más conocidas de la banda.

## Lista de canciones
1. «The Sound of Silence» (Nueva Versión)
2. «Descent» [Chrome Mix]
3. «Indian Summer Rain» (VX)
4. «Angelyn» <small<(Nueva Versión)
5. «Fault»
6. «Beneath Your Feet»
7. «Razors Burn» (XV)
8. «Upon the Water» (xv)
9. «Nothing Like the Rain» (XV)
10. «Mirror Tricks» (XV)
11. «My World» (Apocalyptic Version)
12. «Eve» (Wish Version XV)
13. «The Dark Romantics» (XV)
14. «Rain» (XV)
15. «Maree» (XV)
16. «Before I Leap» (XV)
17. «The March» (Single Mix XV)
18. «Vampyre Girl» (Nueva Versión)
19. «Standing» (Axial Version)
20. «Martyr» (Nueva versión)
21. «Amethyst» (Live Piano Version XV)